# Pernant
Pernant és un municipi de França situat al departament de l'Aisne i a la regió dels Alts de França. L'any 2018 tenia 660 habitants.
El primer esment escrit en llatí Parnacus data de 898. El 1063 s'escriu Parnant.

## Demografia
El 2007 la població de fet de Pernant era de 692 persones. Hi havia 246 famílies en 287 habitatges, 250 eren l'habitatge principal, 28 segones residències i 9 desocupats.

## Economia
El 2007 la població en edat de treballar era de 446 persones, 323 eren actives i 123 eren inactives. Hi havia 27 establiments: una empresa alimentària, dues empreses de fabricació industrials, 10 empreses de construcció, 7 de comerç i reparació d'automòbils, una de transport, una empresa financera, 4 empreses de serveis i una entitat de l'administració pública. El 2009 hi havia una escola elemental.
L'any 2000 hi havia 3 explotacions agrícoles que conreaven un total de 822 hectàrees.